# Sciophila neohebes
Sciophila neohebes är en tvåvingeart som beskrevs av Garrett 1925. Sciophila neohebes ingår i släktet Sciophila och familjen svampmyggor.
Artens utbredningsområde är Alberta. Inga underarter finns listade i Catalogue of Life.